# Beilervaart (watergang)
De Beilervaart is de vaart tussen Hoogersmilde en Beilen. Zij werd in 1791 gegraven en in 1926 door werklozen in het kader van werkverschaffing verbeterd. De Beilervaart is in Hoogersmilde verbonden met de Drentse Hoofdvaart. In Beilen gaat de Beilervaart over in het Linthorst Homankanaal dat uitmondt in de Hoogeveense Vaart. De vaart komt door de buurtschap Beilervaart.
De vaart is niet meer bevaarbaar. Bij de zendmast van Hoogersmilde ligt een vaste brug in de vaart. Bij Beilen is een deel van de Beilervaart gedempt om plaats te maken voor een rotonde. Bij Beilen gaat de vaart onder de A28 door. Over de vaart liggen vier bruggen.